# Кюв'єрові органи

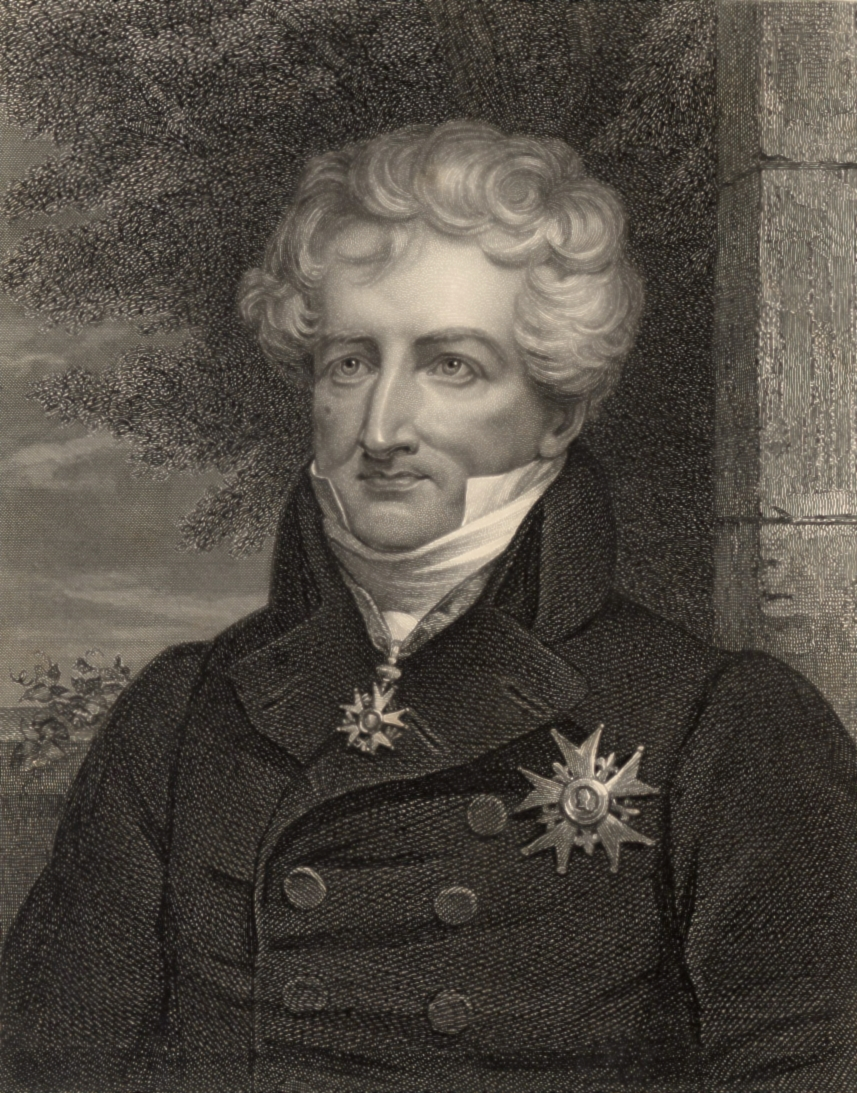
Знаменитий французький натураліст Жорж Кюв'є (1769—1832), за іменем якого названо кюв'єрові органи

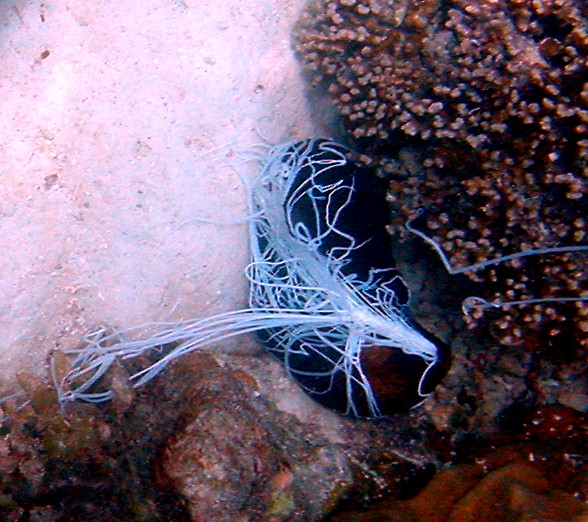
Голотурія, викидає кюв'єрові органи (довгі білі нитки)

Кюв'єрові органи, або кюв'єрові трубочки — внутрішній орган у деяких голотурій (представників щитовиднощупальцевих, Aspidochirota ), має вигляд довгих порожніх ниток. Призначення кюв'єрових органів ще не до кінця з'ясовано. У деяких видів кюв'єрові органи можуть викидатися назовні і служать цілям самозахисту.
Кюв'єрові трубочки — унікальний орган, який не зустрічається у інших тварин. Назву цей орган отримав від імені відомого французького натураліста Жоржа Кюв'є (1769—1832), який докладно описав внутрішню будову голкошкірих.

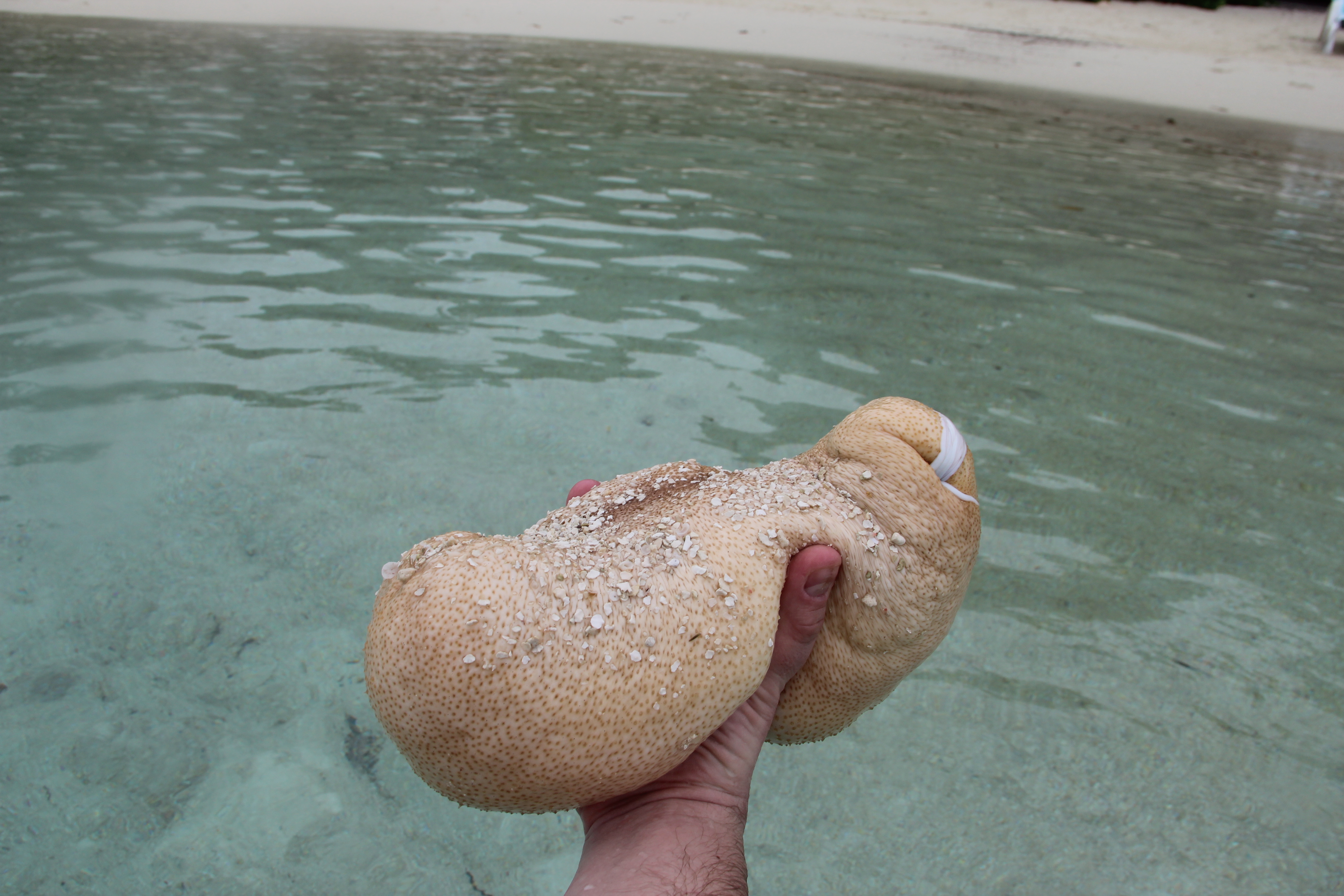
Спіймана голотурія, викидає кюв'єрові органи (Мальдівські острови)

Кюв'єрові органи прикріплюються до основи водних легенів і зазвичай мають вигляд трубочок, стінки яких утворені складеними у вигляді стислої пружини волокнами. Зовні ця спіраль покрита захисним чохлом з тонкої мембрани. Багато голотурій у разі сильного зовнішнього подразнення викидають кюв'єрові органи через анальний отвір. При подразненні голотурії вода з водних легенів нагнітається в кюв'єрові трубочки і вони, пробиваючи стінку клоаки, викидаються назовні. Нитки кювьерових органів, стикаючись з водою, миттєво набухають, подовжуючись і стаючи виключно клейкими. Ця риса може розглядатися як прояв автотомії, або евісцерації — тварина жертвує частиною тіла, щоб врятуватися від хижака, а втрачені органи досить швидко регенеруються.
Викинуті органи приймають вигляд довгих ниток, зазвичай білого кольору, які обволікають ворога, позбавляючи його рухливості (особливо це ефективно проти крабів або хижих черевоногих молюсків). Крім того, вони можуть мати отруйну дію на ворога, оскільки містять досить сильний токсин голотурин, або голотуриїн. Ця отрута небезпечна навіть для людини і в високих концентраціях здатна викликати токсичні ураження очей, що іноді зустрічається у нирців, що здійснюють занурення без окулярів або маски в місцях з високою чисельністю голотурій. У деяких голотурій, наприклад Actinopyga agassizi, голотурин в кюв'єрових органах досягає високої концентрації. Одна унція екстракту з кюв'єрових органів цієї голотурії, розведена в 750 галонах води (27 грамів на 2850 літрів), вбивала рибу за 23 хвилини.
Отруйними властивостями голотурій користувалися в минулому корінні жителі деяких островів Тихого океану для видобутку риби. Так, тубільці Маршаллових островів кидали нутрощі голотурій в дрібні водойми, після чого приголомшена отрутою риба спливала на поверхню. Описано також, що остров'яни накладали клейкі нитки кюв'єрових органів на рани у якості своєрідної пов'язки.